# Nordcupen
Nordcupen är en svensk motocrosserie med ett antal deltävlingar som körs i norra Sverige. Deltagare från norra Sverige, Finland och Norge deltar och tävlingarna pågår från början av maj till mitten av oktober med 80–120 deltagare.